# 毛轴蕨
毛轴蕨（学名：Pteridium revolutum）为蕨科蕨属下的一个种。

## 扩展阅读
- 維基物種上的相關：毛轴蕨